# Arctornis lepta
Arctornis lepta är en fjärilsart som beskrevs av Collenette 1932. Arctornis lepta ingår i släktet Arctornis och familjen tofsspinnare. Inga underarter finns listade i Catalogue of Life.